# Ted Greene
Theodore („Ted“) Greene (* 26. September 1946 in Los Angeles; † 23. Juli 2005 in Encino) war ein amerikanischer Fingerstyle-Jazz-Gitarrist, Lehrbuchautor und Pädagoge.

## Leben
Greene begann mit im Alter von elf Jahren Gitarre zu spielen. Bereits als Jugendlicher war er ein versierter Gitarrist und spielte in verschiedenen R&B-Bands. Er begann ein Studium der Buchhaltung an der Universität Cal State Northridge, gab dies jedoch wieder auf, um sich der Musik zu widmen.
Greene wurde als Jazzgitarrist angesehen, war aber mit vielen Stilistiken vertraut. Gitarristen kannten ihn als Lehrer und Buchautor. Gelegentlich gab er Seminare am Guitar Institute of Technology oder schrieb Kolumnen für Guitar Player. Er verfasste vier Gitarrenlehrbücher zu den Themen Akkordmelodie, Voicings und Improvisation. Selbst studierte er sein Leben lang alle erhältlichen Bücher über Musiktheorie, insbesondere klassische Musik der Jahre 1600 bis 1900. Es gelang ihm dadurch, seinen Studenten sehr komplexe Strukturen westlicher Musik in Form von einfachen, spielbaren Etüden näherzubringen. Oft übertrug er pianistische Konzepte auf die Gitarre. Sein Repertoire reichte von Jazzstandards über Popsongs bis hin zu Chorälen von Johann Sebastian Bach, welche er  umschrieb. In zahlreichen Unterrichtsblättern, die sich heute im Internet befinden, verstand er es musikalische Techniken verständlich zu analysieren und genreübergreifend zu vermitteln.
Greene besaß eine Sammlung von Gitarren, sein Hauptinstrument war eine Fender Telecaster die ihm auf Grund ihres schmalen Halses das Greifen über fünf Bünde ermöglichte. Er galt als Experte für Vintage-Instrumente und half Fender bei der Entwicklung ihrer 1952 Telecaster Vintage Reissue, indem er auf seine Erfahrungen mit unzähligen alten Telecasters, Broadcasters und Nocasters zurückgriff.
Ted Greene trat überwiegend als Solokünstler oder Begleiter von Sängern auf. Zu seinen charakteristischen Spieltechniken gehörten harfenähnliche Arpeggien (erzielt durch die Kombination von künstlichen Flageoletts und regulär gegriffenen Tönen). Sein spezifisches Vibrato erzeugte er nicht nur mit der Greifhand, sondern auch durch leichte Bewegung des Gitarrenhals. Er war ein Meister des Kontrapunkts, des polyphonen Akkordmelodiespiels und der Improvisation. Seine musikalische und technische Beherrschung des Griffbretts und sein enormes Repertoire an Voicings gelten bis heute als unerreicht. Obwohl Ted Greene schon zu Lebzeiten unter Insidern einen legendären Ruf genoss (Steve Vai und Dweezil Zappa gehören zu seinen Bewunderern) war ihm nie eine größere Öffentlichkeit vergönnt. Neben seinem Gitarrenspiel waren seine Bescheidenheit und Selbstkritik ein bekanntes Zeichen von Greene. Sein Interesse galt nicht der eigenen Selbstdarstellung, sondern dem Studium der Musik und ihrer Vermittlung. Darüber hinaus engagierte er sich für Obdachlose in Kalifornien. Neben einigen Videomitschnitten existiert nur ein Album von Ted Greene mit dem Titel „Solo Guitar“ das 1977 aufgenommen wurde. Seinen Lebensunterhalt bestritt Ted Greene vor allem durch Unterrichten.
Ted Greene starb im Alter von 58 Jahren in seinem Apartment in Encino, Kalifornien, an einem Herzinfarkt. Seine Lebenspartnerin Barbara Franklin verwaltet seinen musikalischen Nachlass und machte ihn der Allgemeinheit im Internet zugänglich. In ihrem 2009 erschienenen Buch My Life with the Chord Chemist gab sie einen persönlichen Einblick in Greenes Leben.

## Diskografie
- Ted Greene – „Solo Guitar“ Art of Life AL1011-2 (1977)
- Joe Byrd and the Field Hippies – The American Metaphysical Circus (1969)

## Publikationen
- Greene, Ted. Chord Chemistry, Alfred Publishing Company ISBN 0-89898-696-6
- Greene, Ted. Modern Chord Progressions, Alfred Publishing Company ISBN 0-89898-698-2
- Greene, Ted. Jazz Guitar Single Note Soloing, Volume 1, Alfred Publishing Company ISBN 0-7692-0972-6
- Greene, Ted. Jazz Guitar Single Note Soloing, Volume 2, Alfred Publishing Company ISBN 0-7692-1282-4